# Gunnar Asmussen
Pour les articles homonymes, voir Asmussen.
Gunnar Asmussen (né le 10 mai 1944 à Århus) est un coureur cycliste danois. 

## Biographie
Lors des Jeux olympiques de 1968 à Mexico, il a remporté la médaille d'or de la poursuite par équipes avec Per Lyngemark, Reno Olsen et Mogens Frey. Bien que battus en finale par l'équipe d'Allemagne de l'Ouest, ils se sont vus attribuer la médaille d'or après que les Allemands ont été déclassés car l'un d'entre eux a poussé l'un de ses coéquipiers.

## Palmarès sur piste

### Jeux olympiques
- Mexico 1968
  -  Champion olympique de poursuite par équipes (avec Per Lyngemark, Reno Olsen, Mogens Frey et Peder Pedersen)

### Championnats du Danemark
- 1969
  -  Champion du Danemark de poursuite par équipes (avec Niels Fredborg, Gunnar Jonsson et Poul Nielsen)
- 1970
  -  Champion du Danemark de poursuite individuelle
  -  Champion du Danemark de poursuite par équipes (avec Niels Fredborg, Gunnar Jonsson et Poul Nielsen)
- 1971
  -  Champion du Danemark de poursuite par équipes (avec Niels Fredborg, Gunnar Jonsson et Poul Nielsen)
- 1974
  -  Champion du Danemark de poursuite par équipes (avec Niels Fredborg, Jørn Lund et Jan F. Petersen)
- 1976
  -  Champion du Danemark de poursuite par équipes (avec Niels Fredborg, Gert Frank et Kurt Frisch)

## Palmarès sur route
- 1964
  -  Champion du Danemark du contre-la-montre par équipes (avec Ole Højlund, Erik Skelde et Thorvald Knudsen)
- 1965
  -  Champion du Danemark du contre-la-montre par équipes (avec Ole Højlund, Thorkild Berg et Per Frandsen)
- 1970
  - Champion des Pays nordiques du contre-la-montre par équipes (avec Verner Blaudzun, Jørgen Emil Hansen et Jørgen Schmidt)
- 1971
  - Champion des Pays nordiques sur route
  -  Champion du Danemark du contre-la-montre
- 1972
  - 3e du championnat du Danemark du contre-la-montre par équipes